# Rossia macrosoma
Rossia macrosoma är en bläckfiskart som först beskrevs av Stefano Delle Chiaje 1830 in 1823-1831.  Rossia macrosoma ingår i släktet Rossia och familjen Sepiolidae. IUCN kategoriserar arten globalt som otillräckligt studerad. Arten är reproducerande i Sverige. Inga underarter finns listade i Catalogue of Life.